# Савез извиђача Републике Српске
Савез извиђача Републике Српске (СИРС) (енгл. Scout Association of Republika Srpska) је добровољна, самостална, неполитичка, друштвена и васпитна организација дјеце, омладине и одраслих.
Савез је кровна организације која окупља све извиђачке јединице и одреде на територији Републике Српске. Савез извиђача Републике Српске чине чланови, њихове јединице и савези. Савез представља и заступа старјешина савеза. Савез је члан Међународне организације православних извиђача (ДЕСМОС) са сједиштем у Грчкој. Иако је СИРС невладина организација, сарађује са Министарством породице, омладине и спорта Републике Српске.

## Активности СИРС
Савез извиђача Републике Српске организује основне и специјализоване образовне извиђачке семинаре и курсеве, а учествује и на нивоу Свјетског извиђачког покрета на међународном нивоу. Организује извиђачка такмичења и окупљања. Савез организује извиђачке радионице у сљедећим областима: 
- топографија
- оријентација
- пионирство
- прва помоћ
- екологија
- преживљавање у природи
- новинарство
- рад на рачунарима и интернет
- радио-аматеризам

## Организација СИРС
Чланство у савезу је организовано у 22 Одреда извиђача у 21 граду Републике Српске. Чланство је подијељено у пет старосних група:
- од 7 до 10 година старости, пчелице и полетарци
- од 11 до 15 година старости, млађи извиђачи и планинке
- од 16 до 20 година старости, старији извиђачи и планинке
- од 21 до 30 година старости, младе вође (лидери)
- преко 30 година старости, старији чланови и руководиоци

### Извиђачки одреди Републике Српске
- Одред извиђача "22. Април“ Бањалука
- Одред извиђача „Бобан“, Масловаре
- Одред извиђача „Челинац“, Челинац
- Одред извиђача „Илија Симетић — Шиле“, Језеро
- Одред извиђача „Јавор“, Добој
- Одред извиђача „Којоти“, Котор Варош
- Одред извиђача „Љубић“, Доњи Вијачани
- Одред извиђача „Др. Младен Стојановић“, Приједор
- Одред извиђача „Моштаница“, Козарска Дубица
- Одред извиђача „Нет-Мрежа“, Шамац
- Одред извиђача „Невесињска пушка“, Невесиње
- Одред извиђача „Петар Кочић“, Брод
- Одред извиђача „Семберија“, Бијељина
- Одред извиђача „Старина Новак“, Билећа
- Одред извиђача „Свети Никола“, Петрово
- Одред извиђача „Теслић“, Теслић
- Одред извиђача „Требиње“, Требиње
- Одред извиђача „Вермонт“, Брчко
- Одред извиђача "Свети Сава", Брчко

## Историјат
Савез извиђача Републике Српске је основан 6. маја 1997. године у Брчком. Савез је основан од стране извиђачких одреда Републике Српске. Одлуком Скупштине Савеза извиђача Републике Српске која је одржана у тадашњем Броду на дан 14. март 1999. године, сједиште савеза је премјештено у Бањалуку.
На 35. Свјетској конференцији 26. јула 1999. у Дурбану у Јужној Африци, савез је постао члан Свјетског извиђачког покрета. Уз помоћ организације CARE International, савез је 1. децембра 1999. године отворио канцеларију.
Савез извиђача Републике Српске је један од оснивача Омладинског форума Републике Српске, кровне омладинске организације у Републици Српској.